# Каскодный усилитель

Каскодный усилитель на биполярных транзисторах

Каскодный усилитель на n-канальных полевых транзисторах

Каско́дный усили́тель, каскод — электронный усилитель, содержащий два активных трёхэлектродных элемента (триода). Первый триод для малого сигнала включен по схеме с общим эмиттером (общим истоком — для полевых транзисторов, катодом — для электровакуумных триодов). Второй триод — по схеме с общей базой (общим затвором и общей сеткой соответственно).
Каскодный усилитель обладает повышенной стабильностью, малой входной и проходной ёмкостью и расширенной полосой усиливаемых частот.
Название усилителя есть акроним, и произошло в эпоху ламповой схемотехники от соединения частей слов из словосочетания «КАСКад через катОД» (англ. "CASCade to cathODE").

## История
Впервые прямое соединение для прохождения сигнала с анода триода предыдущего усилительного каскада на катод последующего каскада предложили Р. У. Хикман (англ. Hickman R. W.) и Ф. В. Хант (англ. Hunt F. V.) в статье обсуждающей схемотехнику ламповых стабилизаторов напряжения, опубликованной в журнале «Review of Scientific Instruments» в 1939 году. и они же предложили термин «каскод», оговаривая, что термин новый и не принятый. Сейчас этот термин общепринят в электронике.

## Принцип действия
Наиболее часто применяется комбинации ОЭ (с общим истоком (ОИ)) — ОБ (общим затвором (ОЗ)). Это так называемая каскод-последовательная схема.
Поскольку входное сопротивление каскада с ОБ пренебрежимо мало по сравнению с выходным сопротивлением предыдущего каскада с ОЭ, то можно считать, что каскад ОЭ (в цепь коллектора которого включён эмиттер каскада ОБ) работает в режиме короткого замыкания на выходе для малого сигнала. При этом каскод усилитель обеспечивает усиление как идеализированный каскад ОЭ, в котором этот воображаемый транзистор имеет очень большое выходное коллекторное сопротивление, иначе говоря, коэффициент усиления каскода при прочих равных условиях выше, чем у реального каскада ОЭ, причём коэффициент усиления по напряжению увеличивается при увеличении коллекторного резистора и максимален при применении в качестве коллекторного резистора какого-либо электронного генератора тока, например, токового зеркала.
Главным преимуществом каскода является то, что его выход развязан от коллектора усилительного транзистора ОЭ и изменение нагрузки не влияет на коэффициент усиления β.
Следствием изолирования цепи коллектора ОЭ с помощью каскада ОБ является уменьшение входной ёмкости, а значит, увеличение входного сопротивления на высоких частотах (увеличение частотного диапазона каскода по сравнению с ОЭ). Кроме того, так как коллекторное напряжение каскада ОБ практически неизменно, это приводит к существенному ослаблению отрицательной обратной связи с выхода на вход усилителя через проходную ёмкость, что почти полностью подавляет нежелательное, с точки зрения усиления на высоких частотах, действие эффекта Миллера.
По вольт-амперным характеристикам и частотным свойствам каскод аналогичен ламповым тетродам и пентодам (в которых экранирующая и защитная сетки выполняют ту же роль, что и усилитель ОБ в каскоде — снижают ёмкость анод — управляющая сетка и подавляют эффект Миллера).

## Применение

Составной многокаскадный каскодный высоковольтный усилитель

Каскодная схема широко применялась в ламповой высокочастотной технике, так, например, входной усилитель высокой частоты в блоках ПТК ламповых телевизоров часто выполнялся по этой схеме.
С развитием интегральных схем транзисторы стали дешевыми с точки зрения занимаемой площади на кремниевом кристалле. В частности, в технологии MOSFET каскодное включение может использоваться в токовых зеркалах для увеличения выходного импеданса токового зеркала.
Модифицированная версия каскодного каскада может также использоваться в качестве амплитудного модулятора. При этом на базу выходного транзистора, формально включённого по схеме с общей базой, подаётся модулирующее напряжение, а на базу входного транзистора, подаётся несущее модулируемое напряжение.
Высоковольтный усилитель
Каскодная схема также может быть использована для формирования высоковольтного транзистора из нескольких низковольтных транзисторов (см. рисунок). Входной транзистор может быть любого типа с низким предельным коллекторным напряжением, в то время как другие транзисторы действуют как линейные последовательные регуляторы напряжения и должны выдерживать значительную часть напряжения питания. При большом размахе выходного напряжения их базы не должны быть зашунтированы на «землю» конденсаторами.